# Трисвятье
Трисвя́тье — деревня  в  Смоленской области России,  в Кардымовском районе. Население — 1 житель (2007 год) . Расположена в центральной части области  в 3,5 км к северо-востоку от Кардымова, в 1,5 км к юго-востоку от железнодорожной станции о.п. 376-й км на ветке Москва – Минск. Входит в состав Берёзкинского сельского поселения.

## История
В списке населённых мест Смоленской губернии 1859 года Трисвятье упоминается как деревня Духовщинского уезда, в которой проводился базар. 4 августа 1941 года в районе деревни попала в окружение 13-я танковая дивизия. Прикрывая отход советских частей к Соловьёвой переправе, дивизия была полностью уничтожена немецкими войсками.